# Догма 95
Догма 95 — авангардистський напрям у сучасному кінематографі, започаткований 1995 року данськими кінорежисерами. Відомий також під назвами «Маніфест Догми 95» та «Обітниця цноти». Базується на зведенні правил, що ставлять на перше місце сюжет та гру акторів та забороняють використання спецефектів у кіновиробництві.

## Історія
Данський кінорежисер Ларс фон Трієр під час роботи над фільмами «Королівство» (1994) та «Королівство II» (1997), зробив висновок, що техніка та стилістика менш важливі та менш цікаві глядачам, ніж сюжет та персонажі. «Королівство» він знімав здебільшого ручною камерою, нехтуючи традиційними правилами освітлення та монтажу, результатом чого став змазаний колір та зернистість кадру. Цей інтуїтивно знайдений стиль було покладено в основу ідей концептуального маніфесту та 10 правил групи «Догма 95».
Проєкт Догма 95 заснували у 1995 році чотири данські кінорежисери: Ларс фон Трієр, Томас Вінтерберг, Сьорен Краґ-Якобсен і Крістіан Леврінґ, встановивши правила, яким мають відповідати фільми, аби найадекватніше зображувати реальне життя. Саме ці режисери створили перші чотири стрічки, що отримали сертифікати Догми. Пізніше до маніфесту Догма 95 приєдналися режисери з Данії, Південної Кореї, Аргентини, Іспанії, США, Франції, Швейцарії, Норвегії, Чилі, Бельгії, Швеції, Великої Британії, Мексики, Канади, ПАР, Люксембургу, Туреччини, Німеччини, Австралії, Угорщини, Македонії, Колумбії, Нової Зеландії, Сингапуру, Естонії, Бразилії, Ізраїлю, Греції, Таїланду, Грузії, Росії та Італії.
Про створення «Догми 95» було оголошено 22 березня 1995 року в Парижі на конференції Le cinéma vers son deuxième siècle conference, яку було присвячено святкуванню столітнього ювілею світового кінематографу.
Влітку 2002 року «догмівський секретаріат» було закрито. За словами засновників, це сталося через те, що маніфест перетворився на жанрову формулу, що суперечило початковому задуму, а також через те, що самі вони зайнялися новими експериментальними кінопроєктами. Тому усі стрічки, відзняті згідно з вимогами маніфесту після 2002 року, не матимуть сертифікатів Догми і номерів у її рамках.

## Маніфест
«Догма 95» — це колектив кінорежисерів, створений навесні 1995 року в Копенгагені.
«Догма 95» має на меті опонувати «певним тенденціям» у сьогоднішньому кіно.
«Догма 95» — це акція порятунку!
У 1960 році було поставлено всі крапки над «i». Кіно померло та благало про воскресіння. Мета була правильною, але засоби ні на що не годилися. «Нова хвиля» виявилася всього лиш легенькими брижами; хвиля омила прибережний пісок та відкотилася.
Під гаслами свободи та авторства народилася низка значних робіт, але вони не змогли радикально змінити ситуацію. Ці роботи були схожі на самих режисерів, які прийшли, аби урвати собі шматок. Хвиля була не сильнішою, ніж люди, що стояли за нею. Антибуржуазне кіно перетворилося в буржуазне, тому що базувалося на теоріях буржуазного сприйняття мистецтва. Концепція авторства від початку була відрижкою буржуазного романтизму і тому вона була… фальшивою!
Згідно з «Догмою 95», кіно — не особиста справа!
Сьогоднішнє буйство технологічного натиску призводить до екстремальної демократизації кіно. Вперше кіно може робити будь-хто. Втім що доступнішим стає засіб масової комунікації, то важливішу роль відіграє його авангард. Не випадково термін «авангард» має воєнну конотацію. Дисципліна — ось наша відповідь; треба одягти наші фільми в уніформу, тому що індивідуальний фільм — фільм занепадницький за визначенням!
«Догма 95» виступає проти індивідуального фільму, висуваючи набір безперечних правил, відомих як обітниця цноти.
1960 року було поставлено всі крапки над «i»! Кіно замордували красою мало не до смерті, і з тих пір успішно продовжували мордувати.
«Найвища» мета режисерів-декадентів — обман публіки. Невже це і є предметом нашої гордості? Невже до цього підсумку підвели нас сумнозвісні «сто років»? Викликати ілюзії за допомогою емоцій? За допомогою особистого вільного вибору художника — на користь трюкацтва?
Передбачуваність (також відома як драматургія) — ось золоте теля, навколо якого ми гопцюємо. Якщо у персонажів є своє внутрішнє життя, сюжет вважається заскладним та не належним до «високого мистецтва». Як ніколи раніше вітається поверхова гра та поверхове кіно.
Результат — зубожіння. Ілюзія почуттів, ілюзія любові.
Згідно з «Догмою 95», кіно — це не ілюзія!
Натиск технології призводить сьогодні до возвеличення полакування до рангу Божественного. За допомогою нових технологій будь-який охочий будь-коли може знищити останні сліди правди в смертельних обіймах сенсаційності. Завдяки ілюзії кіно може приховати все.
«Догма 95» виступає проти ілюзії в кіно, висуваючи набір набір безперечних правил, відомих як обітниця цноти.
Обітниці цноти
Клянуся дотримуватися наступних правил, виведених та затверджених «Догмою 95».
1. Зйомки мають проходити на натурі. Не можна використовувати реквізит та декорації (якщо для фільму необхідний спеціальний реквізит, зйомки мають проходити там, де цей реквізит перебував від початку).
2. Музичний супровід не має йти окремо від зображення чи навпаки (музика не може звучати в фільмі, якщо вона реально не звучить у сцені, яку знімають).
3. Камера має бути ручною. Будь-який рух чи непорушність продиктовані тільки можливостями людської руки (фільм не може проходити там, де встановлена камера; навпаки, зйомка має проходити там, де відбувається дія фільму).
4. Фільм має бути кольоровим. Спеціальне освітлення не дозволено (якщо для зйомок замало світла, одна лампа може бути прикріпленою до камери, в іншому разі сцену треба вирізати).
5. Оптичні ефекти та фільтри заборонено.
6. Фільм не повинен містити несправжньої дії (убивства, стрілянина і тому подібне не можуть бути частиною фільму).
7. Сюжети, де дія відбувається в іншу епоху чи в іншій країні, заборонено (дія має відбуватися тут і зараз).
8. Жанрове кіно заборонено.
9. Формат фільму має бути 35 мм.
10. Ім'я режисера не повинно з'являтися у титрах.

Віднині клянуся як режисер утримуватися від виявів особистого смаку! Клянуся утримуватися від створення «витворів», оскільки миттєвість цінніша за вічність. Моя найвища мета — вичавити правду з моїх персонажів та обставин. Клянуся виконувати ці правила усіма доступними способами, не цураючись хорошого смаку та будь-яких естетичних концепцій.
Цим підтверджую мою обітницю цноти.
Копенгаген, понеділок 13 березня 1995 року

## Фільми, відзняті у рамках Догми 95
Спеціальні сертифікати «Догми 95» отримали 254 фільми з різних країн світу.
| #          | Назва українською                | Оригінальна назва                  | Рік  | Країна                | Режисер                                                                                        |
| Dogme #01: | Свято                            | Festen                             | 1998 | Данія                 | Томас Вінтерберґ                                                                               |
| Dogme #02: | Ідіоти                           | Idioterne                          | 1998 | Данія                 | Ларс фон Трієр                                                                                 |
| Dogme #03: | Остання пісня Міфуне             | Mifunes sidste sang                | 1999 | Данія                 | Сьорен Краґ-Якобсен                                                                            |
| Dogme #04: | Король живий                     | The King Is Alive                  | 2000 | Данія                 | Крістіан Леврінґ                                                                               |
| Dogme #05: | Коханці                          | Lovers                             | 1999 | Франція               | Жан-Марк Барр                                                                                  |
| Dogme #06: | Ослятко Джуліен                  | Julien Donkey-Boy                  | 1999 | США                   | Гармоні Корайн                                                                                 |
| Dogme #07: | Інтерв'ю                         | Interview                          | 2000 | Південна Корея        | Деніел Х. Бюн                                                                                  |
| Dogme #08: | Факленд                          | Fuckland                           | 2000 | Аргентина             | Хосе Луїс Маркес                                                                               |
| Dogme #09: | Вавилон                          | Babylon                            | 2001 | Швеція                | Владан Здравковіч                                                                              |
| Dogme #10: | Чецемокине прокляття             | Chetzemoka's Curse                 | 2001 | США                   | Рік Шмідт, Мая Бертгуд, Морґан Шмідт-Фенґ, Дейв Нолд, Ловренс І. Падо, Марлон Шмідт і Кріс Тав |
| Dogme #11: | Діапазон                         | Diapason                           | 2001 | Італія                | Антоніо Доменічі                                                                               |
| Dogme #12: | Італійська для початківців       | Italiensk For Begyndere            | 2000 | Данія                 | Лоне Шерфіґ                                                                                    |
| Dogme #13: | Американа                        | Amerikana                          | 2001 | США                   | Джеймс Мерендіно                                                                               |
| Dogme #14: | Joy Ride                         | Joy Ride                           | 2002 | Швейцарія             | Мартін Ренґель                                                                                 |
| Dogme #15: | Камера                           | Camera                             | 2000 | США                   | Річард Мартіні                                                                                 |
| Dogme #16: | Погані актори                    | Bad Actors                         | 2000 | США                   | Шон Монсон                                                                                     |
| Dogme #17: | Возз'єднання                     | Reunion                            | 2001 | США                   | Лейф Тільден, Марк Поґґі                                                                       |
| Dogme #18: | Справжня людина                  | Et Rigtigt Menneske                | 2001 | Данія                 | Оке Сандґрен                                                                                   |
| Dogme #19: | Морська хвороба                  | Når Nettene Blir Lange             | 2000 | Норвегія              | Мона Хоель                                                                                     |
| Dogme #20: | Божевілля театрального училища   | Strass                             | 2001 | Бельгія               | Вінцент Ланноо                                                                                 |
| Dogme #21: | Історія кохання                  | En kærlighedshistorie              | 2001 | Данія                 | Оле Крістіан Мадсен                                                                            |
| Dogme #22: | Одного разу в іншому часі        | Era Outra Vez                      | 2000 | Іспанія               | Хуан Пінсас                                                                                    |
| Dogme #23: | Смола                            | Resin                              | 2001 | США                   | Владімір Ґйорскі, Стівен Собел                                                                 |
| Dogme #24: | Сік'юріті, Колорадо              | Security, Colorado                 | 2001 | США                   | Ендрю Гілліс                                                                                   |
| Dogme #25: | Конвергенція з ангелами          | Converging With Angels             | 2002 | Данія/США             | Мікаель Сьоренсон                                                                              |
| Dogme #26: | Кімната іскріння                 | The Sparkle Room                   | 2001 | США                   | Алекс Маколей                                                                                  |
| Dogme #27: | Прийди негайно                   | Come Now                           |      | США                   |                                                                                                |
| Dogme #28: | Відкриті серця                   | Elsker Dig For Evigt               | 2002 | Данія                 | Сюзанна Бієр                                                                                   |
| Dogme #29: | Кошик для хліба                  | The Bread Basket                   | 2002 | США                   | Метью Б'янчанелло                                                                              |
| Dogme #30: | День весілля                     | Días de Boda                       | 2002 | Іспанія               | Хуан Пінсас                                                                                    |
| Dogme #31: | Розв'язка                        | El Desenlace                       | 2005 | Іспанія               | Хуан Пінсас                                                                                    |
| Dogme #32: | Старе, нове, зайняте та блакитне | Se til venstre, der er en Svensker | 2003 | Данія                 | Наташа Арті                                                                                    |
| Dogme #33: | Резиденція                       | Residencia                         | 2004 | Чилі                  | Артеміо Еспіноза                                                                               |
| Dogme #34: | У твоїх руках                    | Forbrydelser                       | 2004 | Данія                 | Аннетта Олесен                                                                                 |
| Dogme #35: | Такі справи                      | Cosi x Caso                        | 2004 | Італія                | Крістіано Черіелло                                                                             |
| Dogme #36: |                                  | Amateur Dramatics                  |      | Велика Британія/Данія | Аня Лауманн                                                                                    |
| Dogme #37: | Джипо                            | Gypo                               | 2005 | Велика Британія       | Жан Данн                                                                                       |
| Dogme #38: |                                  | Mere Players                       |      | США                   | Вон Монро                                                                                      |
| Dogme #39: |                                  | El ultimo lector                   |      | Мексика               | Серхіо Марокан                                                                                 |
| Dogme #40: | Ледачі недільні післяобіддя      | Lazy Sunday Afternoons             |      | Велика Британія       | Джо Мартін                                                                                     |
| Dogme #41: | Lonely Child                     | Lonely Child                       | 2005 | Канада                | Паскаль Робітейль                                                                              |
| ···        |                                  |                                    |      |                       |                                                                                                |
| Dogme #65: | Димарне парі                     | The Smokestack Wager               | 2004 | Канада                | Тоні Гайндс                                                                                    |